# Amersfoorts Jeugd Orkest
Het Amersfoorts Jeugd Orkest (AJO) is een jeugdorkest dat speelt in volledig symfonische bezetting. Het orkest telt circa zeventig jonge musici uit Amersfoort en omstreken, in de leeftijd van dertien tot vierentwintig jaar. De musici zijn merendeels scholieren en studenten. Het orkest repeteert in de St. Franciscus Xaveriuskerk te Amersfoort.
Het AJO is opgericht in 1962 door twaalf kinderen van de Amersfoortse muziekschool en stond vijfentwintig jaar lang onder leiding van Qui van Woerdekom. Van 1987 tot aan 2005 was Peter Vinken de dirigent en sinds het seizoen 2005-2006 wordt het orkest gedirigeerd door Rolf Buijs. Het orkest maakte verschillende buitenlandse reizen naar onder andere Duitsland, Oostenrijk, Hongarije, Tsjechië, Italië, Spanje en Schotland.
In 2009 en 2011 won het AJO het Nationaal Concours voor Jeugdsymfonieorkesten. In mei 2013 nam het AJO op het Europees Muziekfestival voor de Jeugd in Neerpelt (België) binnen de wimpelreeks Strijk- en Symfonieorkesten de 1ste prijs cum laude mee naar huis. In juni 2015, bij de vijfde editie van het Nationaal Concours voor Jeugdsymfonieorkesten in Rotterdam, pakte het AJO opnieuw de eerste prijs.
In 2012 zette het AJO een eerste eigen educatieve familievoorstelling op de planken voor zowel de bovenbouw van het primair onderwijs als voor het hele gezin met de titel ‘De eerste van Bram’. Dit alles in samenwerking met Klezmerband Mazzeltov en verteller Roel Dullaart. In het seizoen 2014-2015 maakte het AJO een tweede eigen productie De veiling van Moessorsgski, gebaseerd op de Schilderijententoonstelling van componist Moessorgski.